# Piotr Jargusz
Piotr Mikołaj Jargusz (ur. 6 grudnia 1960 roku w Krakowie) – polski artysta sztuk wizualnych, malarz, animator, pedagog, profesor zwyczajny.

## Życiorys
Absolwent krakowskiego Liceum Sztuk Plastycznych, uczył się w pracowni Piotra Jarży. Studiował na Wydziale Malarstwa i Wydziale Grafiki Akademii Sztuk Pięknych w Krakowie w pracowniach profesorów: Stanisława Rodzińskiego, Zbyluta Grzywacza, Janusza Orbitowskiego, Włodzimierza Kunza i Stanisława Wejmana. Ukończył Studium Pedagogiczne ASP w Krakowie w pracowni prof. Adama Brinckena. Od 2012 profesor sztuk plastycznych.
Realizuje idee malarstwa w przestrzeni społecznej. Malowane na szarych, pakunkowych papierach obrazy nakleja na słupy ogłoszeniowe. Realizuje projekty animacyjne. Prowadzi między innymi autorską pracownię malarstwa i pracownię projektów w przestrzeni społecznej na Wydziale Sztuki w Instytucie Malarstwa i Edukacji Artystycznej Uniwersytetu Komisji Edukacji Narodowej w Krakowie. Dwukrotnie pełnił i pełni funkcję dyrektora Instytutu Malarstwa i Edukacji Artystycznej.
Zrealizował 90 indywidualnych  pokazów swoich obrazów w kraju i za granicą. Autor tekstów o sztuce. Trzykrotny stypendysta Ministra Kultury i Dziedzictwa Narodowego. Laureat Nagrody Ars Quaerendi przyznawanej za wybitne osiągnięcia na rzecz kultury Małopolski. Odznaczony srebrnym i złotym Medalem za Długoletnią Służbę. Członek Stowarzyszenia Otwarta Pracownia oraz Forum Kraków.

## Twórczość artystyczna
- 2025
  - Serce dla Warszawy Obrazy uliczne Piotra Jargusza, prezentacja cykli obrazów w przestrzeni Krakowa i Warszawy na słupach ogłoszeniowych, 1.04.2024 – 29.12.2025 r. (comiesięczny pokaz obrazów w Krakowie trwa nieprzerwanie od 2009 roku)
- 2024
  - Nie(codzienna) Start! Sztuka i kontekst, wystawa zbiorowa Agata Agatowska, Stach Szumski, Cecylia Malik, Sebastian Bożek. Piotr Jargusz, Norbert Delman, Kinga Nowak, Eric Mayen, Kraków, Międzynarodowe Centrum Kultury, 4–24.11.2024 r. (kuratorki: prof. Agata Agatowska, dr Monika Ridiger, Agata Małodobry)[2]
  - Prawdziwe historie – Obrazy Piotra Jargusza, Rzeźby Zbigniewa Burego, Kalisz, Centrum Sztuki i Kultury, 28.09 – 9.10.2024 r.[3]
  - Najważniejsza jest Miłość. Obrazy – Uliczne Piotra Jargusza – indywidualna retrospektywna wystawa malarstwa, Nowy Sącz, Galeria BWA SOKÓŁ, 24.05 – 30.06.2024 r. (kuratorka :Anna Budzałek)[4][5]
  - Namaluj mi Raj, wystawa indywidualna malarstwa (w ramach Cracow Art Week KRAKERS 2024), Kraków, ul. Miodowa 6/5, 19–25.04.2024 r. (kuratorka Joanna Oparek)[6][7]
  - Czarne obrazy, wystawa zbiorowa artystów z Wydziału Sztuki UKEN (w ramach Cracow Art Week KRAKERS 2024), Kraków, Poczta Główna, 19–25.04.2024 r. (kuratorka Weronika Plińska)[8]
  - Serce dla Warszawy – Obrazy Uliczne Piotra Jargusza, prezentacja cyklu obrazów w przestrzeni Warszawy na słupach ogłoszeniowych, Warszawa 1.01.2024 – 13.12.2025 r.[9][10]
- 2023
  - Afirmacja i krytyka. Metafizyczność i polskość w sztuce pierwszego dwudziestolecia XXI wieku, Galeria Podbrzezie Kraków, 6-31 października 2023 r. (kurator Łukasz Murzyn)[11]
  - Affirmare, wystawa zbiorowa Paweł Baśnik, Stanisław Cholewa, Ignacy Czwartos, Piotr Jargusz, Krzysztof Klimek, Wojciech Korkuć, Kamil Kuzko, Beata Stankiewicz, Stowarzyszenie Artystyczne Otwarta Pracownia, 6-29.10.2023 r.[12]
  - Kropla góralskiej krwii. Część druga, Piotr Jargusz, Galeria Stowarzyszenia Otwarta Pracownia Kraków, 29.9.2023 r.[13]
  - 1+1, Piotr Jargusz/Ričardas Bartkevičius, międzynarodowa wystawa malarstwa, polsko-litewski projekt artystyczny, Galeria Akademii Sztuk Pięknych w Wilnie, 1-29.09.2023 r.[14]
  - Chleb powszedni (w ramach Krakers 2023) Piotr Jargusz, Paweł Łubkowski, Teatr Supernova Kraków, 12-19.05.2023 r.[15]
  - Kropla góralskiej krwi (w ramach Krakers 2023), Piotr Jargusz, były budynek Poczty Głównej w Krakowie
  - Patrz. Piotr Jargusz/Ričardas Bartkevičius - wystawa malarstwa dwóch artystów międzynarodowa polsko litewska współpraca artystyczna, Kraków, Galeria Stowarzyszenia Artystycznego Otwarta Pracownia Dietla 11 - 1.04-29.04.2023 r. (kurator Sebastian Stankiewicz)[16]
  - Cóż to jest prawda? Sprawdzam - uczestnictwo w zbiorowej wystawie multimedialnej w Galerii Sztuki Współczesnej Sztuki Sakrum Dom Praczki w Kielcach, 31.03.-31.05 2023 r. (kurator Bernadeta Stano)[17]
  - Obrazy uliczne Piotra Jargusza, prezentacja cyklu obrazów w przestrzeni Krakowa na słupach ogłoszeniowych, Kraków 1.04- 29.12.2023 r. (comiesięczny pokaz obrazów trwa nieprzerwanie od 2009 roku)
- 2022
  - Jargusz obrazy/Bury Rzeźby Prezentacja dwóch kolekcji malarstwa i rzeźby dwóch przyjaciół w Galerii Oświęcimskiego Centrum Kultury w Oświęcimiu - premierowo pokazano 25 obrazy Piotra Jargusza, 11.06-31.07.2022 r.[18]
  - Patrz Człowieku! - wystawa indywidualna 16 obrazów Piotra Jargusza z kolekcji Galerii AG w Krakowie.23.04 - 23.05.2022 r.[19]
- 2021
  - Obrazy Uliczne Piotra Jargusza – Sztuka Blisko Domu (Kraków. Toruń, Rzeszów ,Wrocław)
  - Piotr Jargusz / Zbigniew Bury[20][21] – Pokaz wspólny obrazów i rzeźb, StrefArt Galeria Sztuki w Tychach.
  - Noe – ostatnie kuszenie Boga. Kraków, Pracownia: Dietla 47 – 14.06 - 15.06.2021 r.
- 2020
  - Łódź Miasto Kobiet. Obrazy Uliczne Piotra Jargusza[22], Łódź, 15.09 - 20.09.2020 r.
  - Buty Viatorisa Obrazy Uliczne Piotra Jargusza[23][24], Chełmek, 21.08 - 10.09.2020 r. (kurator wystawy Waldemar Rudyk)
  - Obrazy Weselne, Lewocza (Słowacja). 15.07 - 27.08.2020 r., (kurator wystawy Peter Milčak)
- 2019
  - Woda Życia Obrazy Uliczne Piotra Jargusza w przestrzeni Krynicy Zdrój i Bardejowa na Słowacji, 15.04 - 15.05.2019 r.

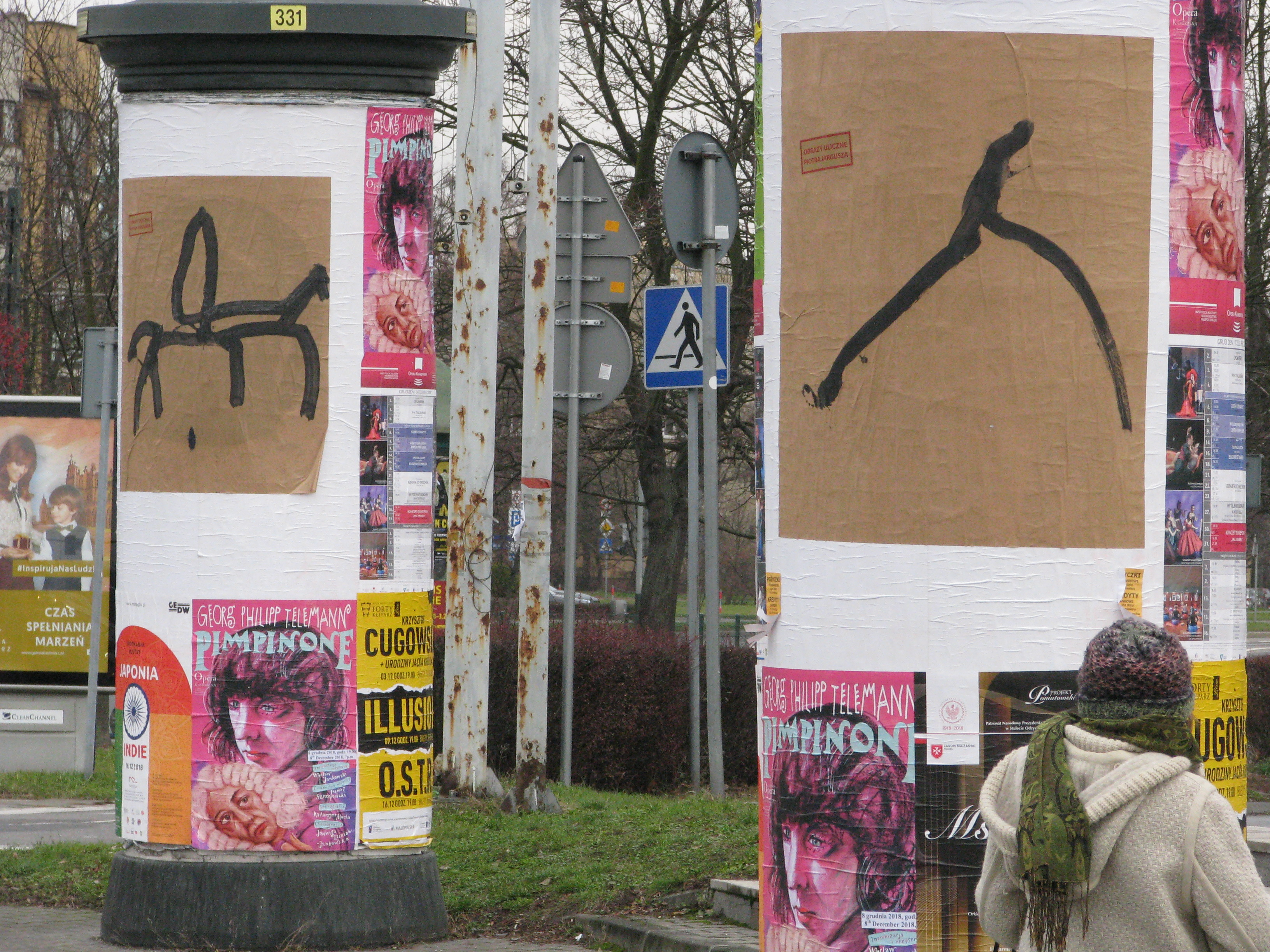
Obrazy Uliczne Piotra Jargusza, Kraków 2018 r.

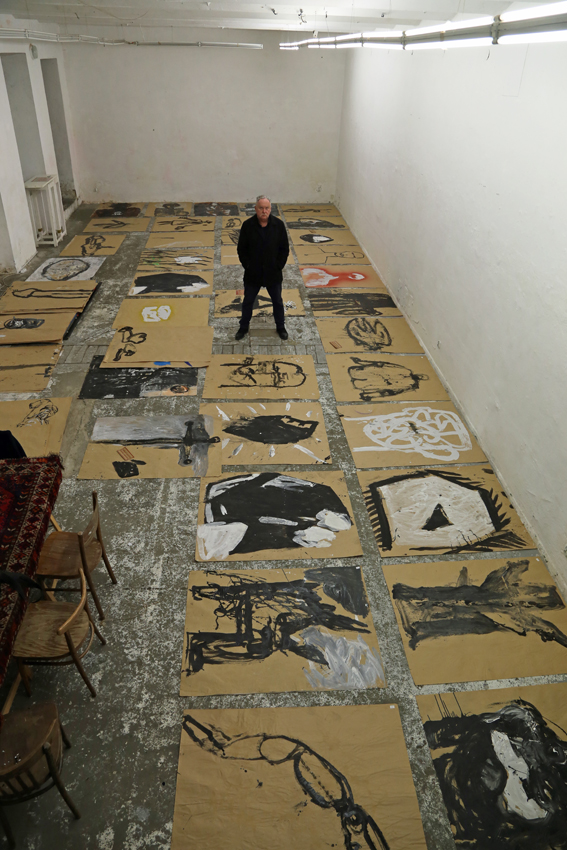
Dom dla obrazów Otwarta Pracownia 2019, fot. J. Bujnowski

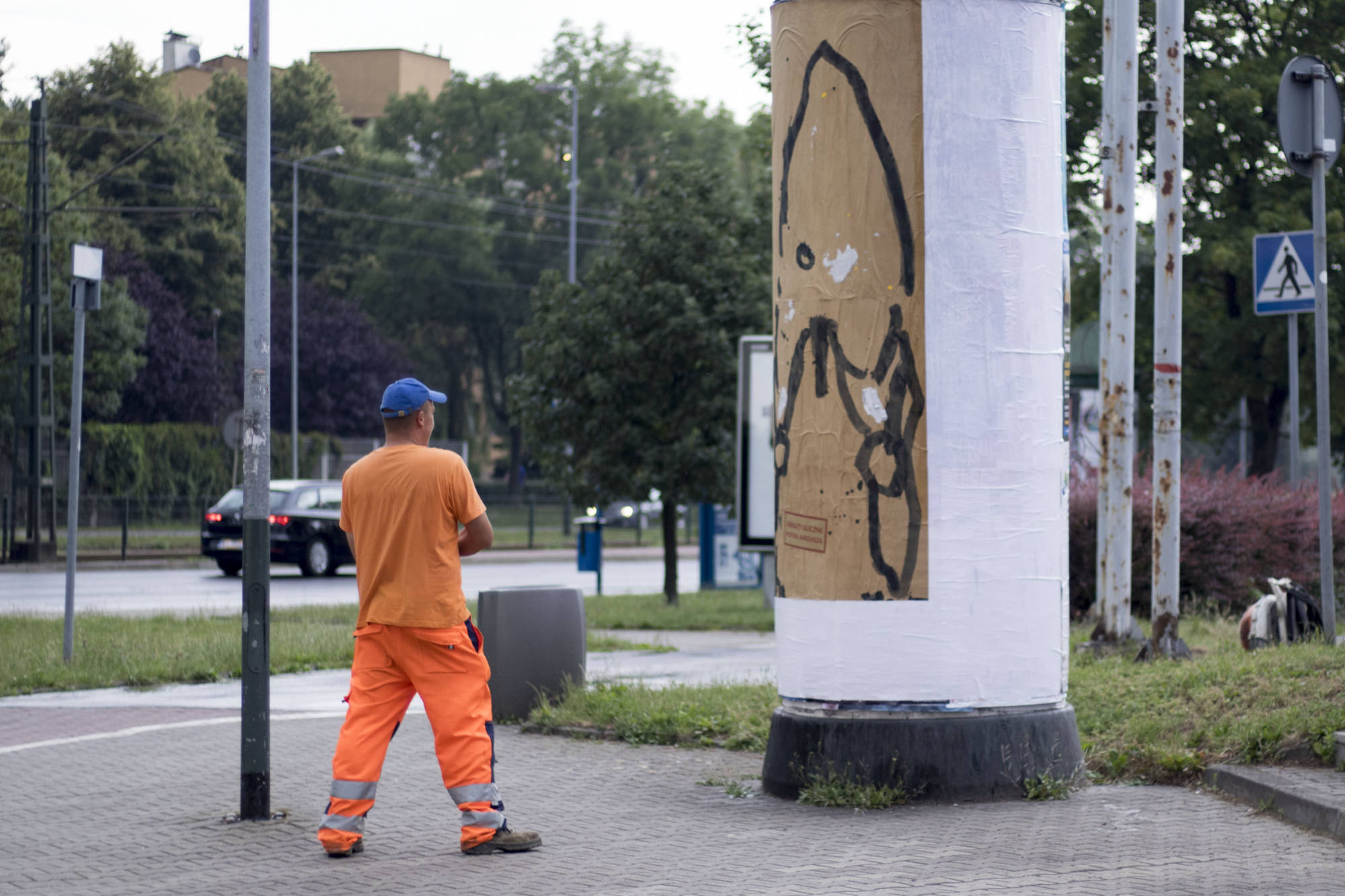
Autobiografia 2020 – Obrazy Uliczne Piotra Jargusza, Kraków 2018

  - Dom dla obrazów[25] Otwarta Pracownia – Kraków, ul. Dietla 11, 8.02 - 28.02.2019 r. prezentacja obrazów, Autobiografia. Obrazy Uliczne – Kraków
- 2018

- - Autobiografia. Obrazy Uliczne – Kraków – obrazy prezentowane w przestrzeni miasta. Prezentacja obrazów podczas Biennale Sztuki w Bangkoku.
  - Centrum Sztuki 1918–2018 OHP Ośrodek Szkolno-Wychowawczy dla Młodzieży w Lanckoronie.
  - Realizacja warsztatów z szeroko pojętych sztuk wizualnych.
  - Zło. Obrazy/Obiekty – Ukraina (Podkamień, Kamieniec Podolski), Rumunia.
- 2017
  - Głód. Obrazy Uliczne – Wilno, Wiedeń – obrazy prezentowane w przestrzeni miasta.
  - Dziedzictwo – akcja z prof. Ričardasem Bartkevičiusem(inne języki), Muzeum Narodowe w Krakowie.
  - Szumy, zlepy, ciągi. Sytuacje. Dokumentacja projektów zrealizowanych w przestrzeni społecznej – Galeria Wydziału Sztuki UP w Krakowie.
- 2016
  - Głód. Obrazy Uliczne – Ukraina (Mukaczewo, Huszt, Krzyworównia, Wierchowina, Karpaty Wschodnie)
  - Głód. Obrazy Uliczne – Kraków – obrazy prezentowane w przestrzeni społecznej miast i wsi.
  - Opisanie Polski według Marcina Kromera. Obrazy Uliczne – Biecz – obrazy prezentowane w przestrzeni Biecza.
  - Prezentacja cyklu obrazów na zaproszenie Slot Art i Nie kongresu Animatorów w Lubiążu.
- 2015
  - Twoja/moja przestrzeń. Dziady Wileńskie –Wilno – obrazy prezentowane w przestrzeni miasta współuczestnictwo w projekcie Cecylii Malik i Małgorzaty Wielek – M.
  - Chłopi. Prezentacja obrazów w przestrzeni wsi Wola Sękowa.
  - Święto Wiosny Kazimierz Dolny – obrazy w przestrzeni Kazimierza Dolnego.
  - W poszukiwaniu wspólnego języka. Obrazy Uliczne. Czerwone-zielone, Kraków.
- 2013–2020
  - Szczęśliwe Miasto. Sztuka i edukacja w procesie rewitalizacji relacji społecznych. Krowoderska szkoła działań; współpraca z Muzeum Sztuki Współczesnej MOCAK w Krakowie.
- 2010–2014
  - Viatoris.  Między Wschodem i Zachodem; grant Narodowego Centrum Nauki – obrazy prezentowane w przestrzeni miast i wsi Polski (Toruń, Warszawa, Teremiski)[26][27], Niemiec (Berlin)[28], Białorusi (Mińsk, Zasław), Rumunii (Napoca), Rosji (Moskwa, Talica)[29], Ukrainy (Kijów) i Litwy (Wilno).
- 2011–1012
  - Kobieta i Mężczyzna. Opowieści egzystencjalne – Obrazy Uliczne; realizacja (wspólnie z fotografką Katarzyną Widmańską) projektu uhonorowanego Nagrodą Ars Quaerendi.
- 2010–2012
  - Miesiące. Obrazy Uliczne – Kraków – obrazy prezentowane w przestrzeni Krakowa.
- 2009–2010
  - Święta Polskie: Bóg się rodzi, Wielkanoc-Wielka moc, Umarli wstaną – Obrazy Uliczne w przestrzeni Krakowa i Torunia.

## Życie prywatne
Piotr Jargusz syn Józefa i Ireny. Żona: Urszula z Byliców Jargusz.

## Bibliografia i netografia dotycząca twórczości

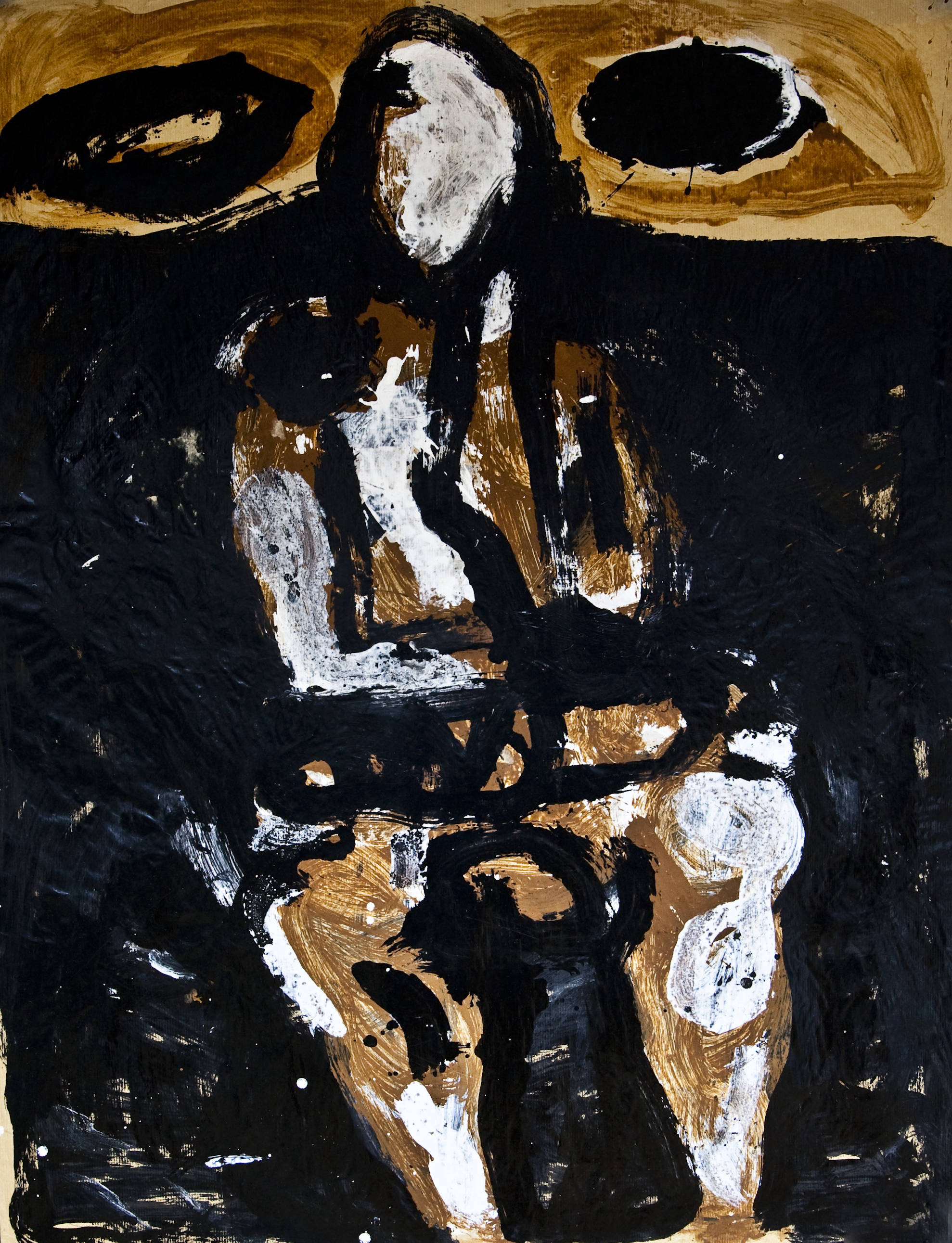
z cyklu Obrazy Domowe Piotra Jargusza

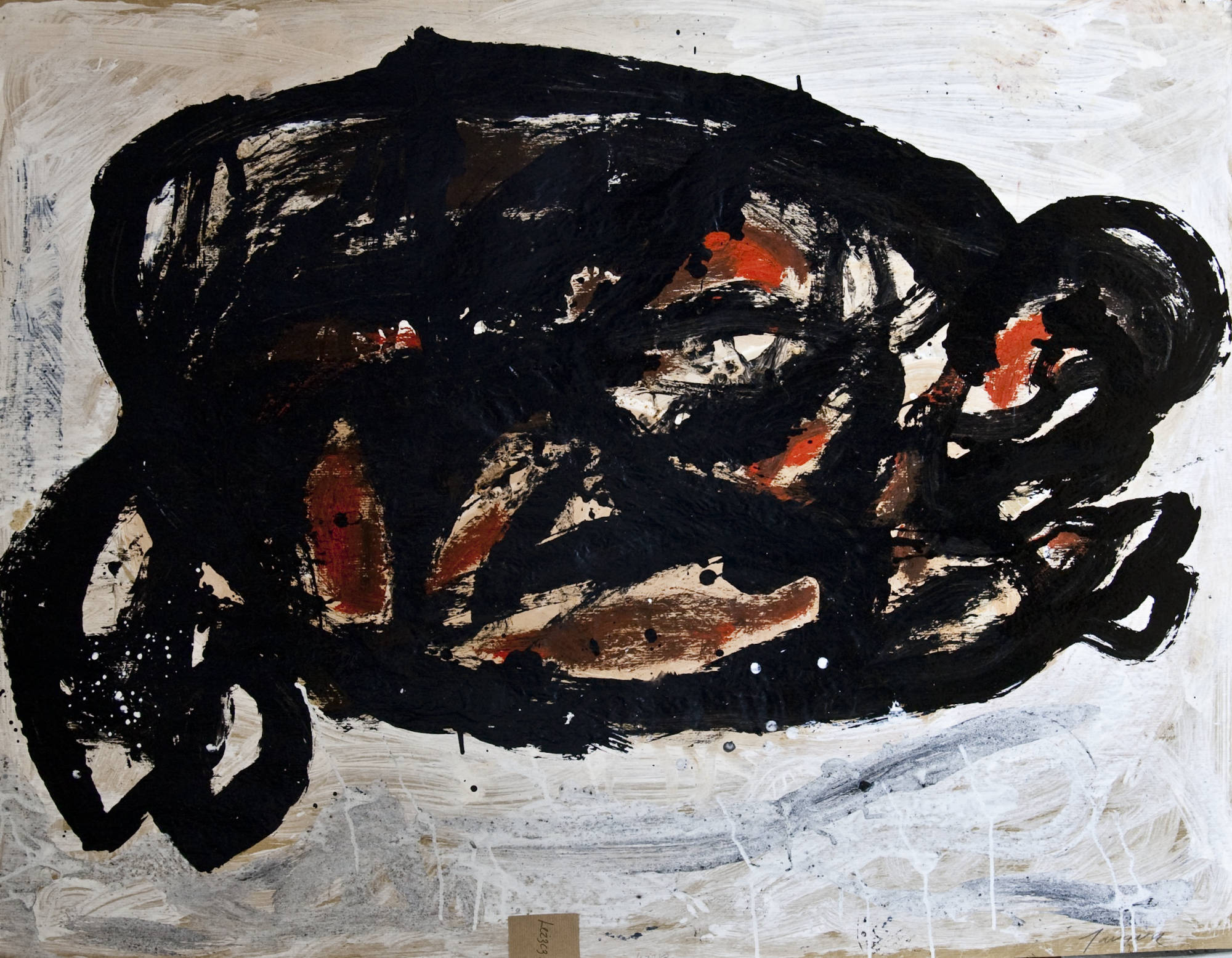
z cyklu Obrazy Domowe Piotra Jargusza